# Mouvement des forces démocratiques de Casamance
Le Mouvement des forces démocratiques de Casamance (MFDC), créé en 1947, a d'abord été un parti politique, avant de devenir, à partir des années 1980, un mouvement indépendantiste de Casamance, une région enclavée dans le sud du Sénégal, et ethniquement essentiellement composé de Diolas, ethnie majoritaire dans la région de Ziguinchor mais minoritaire dans toute la Casamance compte tenu des régions de Kolda et Sedhiou.
Son leader était l’abbé Augustin Diamacoune Senghor, décédé en 2007.

## Histoire
Le MFDC – dont est issu le mouvement indépendantiste apparu en 1982 – a été créé dès 1947 par des leaders casamançais tels que les Diolas Émile Badiane et Victor Diatta ou les Peuls Ibou Diallo et Édouard Diallo.
À la mort de l'abbé Diamacoune, le MFDC n'a plus de leader et le mouvement se fragmente en de nombreuses ailes politiques et militaires de faible envergure.
En août 2022, le Sénégal signe un accord de paix avec César Atoute Badiate, à la tête d'une des factions du MFDC. L'accord est signé en Guinée-Bissau sous l'égide du président bissaoguinéen Umaro Sissoco Embaló. L'autre principale faction du MFDC est dirigée par Salif Sadio.
Selon l'armée sénégalaise, le MFDC se finance avec la culture du cannabis près de la frontière avec la Gambie, et le trafic de bois. L'armée détruit régulièrement ces cultures.
En décembre 2023, quatre militaires sénégalais meurent après l'explosion d'une mine antichar au passage de leur véhicule. Selon l'armée sénégalaise, la mine a été posée récemment par le MFDC.
Le 23 février 2025, le gouvernement sénégalais signe, un protocole d’accord de paix avec front Front Sud du Mouvement des forces démocratiques de Casamance une des factions du Mouvement des forces démocratiques de Casamance (MFDC).